# クイーンズブレイド 美闘士列伝
『クイーンズブレイド 美闘士列伝』（クイーンズブレイド びとうしれつでん）は、ホビージャパンより刊行されている対戦型ゲームブック『クイーンズブレイド』を原作としたドラマCD同梱のブックレット。
本項では、イベント限定で販売された関連作品の『ファンディスク 武者巫女蛇地獄』及び『天使のおしかり』についても記述する。

## 各巻の概要
武者巫女絵巻
2007年4月28日発売。武者巫女トモエがヒノモトから大陸へ旅立つ直前の話で、彼女に襲いかかる妖怪や忍者との闘いの物語。イラストはえぃわ。
古代王女の書
2008年2月15日発売。古代アマラ王国の滅亡、そして沼地の魔女の手により復活したメナスとセトラの物語。イラストはF.S。
流浪の戦士冒険記
2009年2月28日発売。流浪の戦士レイナの旅立ち、炎の使い手ニクスの誕生。イラストは金子ひらく。

### イベント限定商品
武者巫女蛇地獄
2006年夏イベント限定商品。エキドナに破れたトモエとリスティが着せ替え奴隷として他のキャラクターのコスチュームなどに着替えるPCソフト。この他イベント限定品として『原画集』なども発売されている。また、2007年4月1日、公式HPのTOPに『学園ADV発売決定』と告知されたことがあったが、もちろんエイプリル・フールネタ。
天使のおしかり
2007年夏イベント限定商品。天使のナナエル（声・水橋かおり）に招かれ彼女の服の着替えをさせるのだが･･･。クイーンズブレイド2007夏コミセットに含まれた一品で他にも魚肉ソーセージや原画集などが込みである。

## 登場キャラクター

### 武者巫女絵巻
甲魔忍軍頭領 シズカ
甲魔忍軍と呼ばれる忍者軍団の女頭領で、性格と口調はコギャル風。獲物は鎖鎌に毒や忍術などを使う。
女王アルドラから依頼されトモエの命を狙っていた。
トモエと戦い敗北したが命を救われ感服、甲魔忍軍を抜けトモエと共に大陸へ向かう。普段は陰日向にトモエのサポートをしている。
トキワ
新米の武者巫女でトモエの後輩。トモエを慕っている。
妖怪大舌入道
ヒノモト国のモンスター「物の怪」のひとつで、トモエとの死闘の末倒された。かつてエキドナとも戦った事がある。
ネグロ
甲魔忍軍幹部でシズカに忠誠を誓っている。死ぬと体内に仕込んだ爆弾が爆発する「甲魔忍法・肉花火」の使い手。
ガマヘイタ
甲魔忍軍の一人で、唾液を混ぜ合わせると毒液になる特異体質の持ち主で、「甲魔忍法・毒唾液」でトモエを苦しめた。

### 古代王女の書
アマラ王
メナスの父親でアマラ14代目王。王国アマラを滅亡の道へと導いた遠因を作った愚王でもある。
アナリスタ
元々奴隷からメナス直属の格闘技師範にのし上った。後にアマラ王国を滅亡へ導く。

## 担当声優
後に製作されたアニメ版とほぼ同じ声優陣。ただし、アニメではナナエルが水橋から平野綾（水橋はエリナの声を担当）、セトラが若本から立木文彦、メローナが鹿野から釘宮理恵（鹿野はイルマの声を担当）に変更されている。
- ナナエル - 水橋かおり
- トモエ - 能登麻美子
- シズカ - 生天目仁美
- メナス - 後藤邑子
- セトラ - 若本規夫
- メローナ - 鹿野優以
- アマラ王 - 平井啓二
- アナリスタ - 進藤尚美
- レイナ - 川澄綾子
- ニクス - 田中理恵
- クローデッド - 田中敦子